# 颱風達維 (2012年)
颱風達維（英語：Typhoon Damrey，國際編號：1210，聯合颱風警報中心：WP112012）為2012年太平洋颱風季第十個被命名的風暴。「達維」一名由柬埔寨提供，意思為大象。

## 發展過程
2012年7月26日，一個熱帶擾動於關島東北方海面形成。
7月27日，日本氣象廳升格為熱帶性低氣壓。上午9時，日本氣象廳發布烈風警報。
7月28日，聯合颱風警報中心發布熱帶氣旋形成警報，同日晚間日本氣象廳將其升格為熱帶風暴，命名為达维，並預料會向東海前進，影響日本南部地區。
7月29日上午2時，中央氣象局將其升格為輕度颱風；其後，香港天文台將其升格為熱帶風暴。上午4時40分，日本氣象廳將其升格為強烈熱帶風暴。
8月2日，香港天文台將其升格為颱風。下午6時，日本氣象廳將其升格為颱風。同日下午9時30分左右，在中國江蘇省鹽城市響水縣陳家港鎮沿海登陸。
8月3日上午1時，中央氣象台將位於江蘇省連雲港市的達維降格為強烈熱帶風暴。上午3时，離開江蘇省进入山东省的臨沂市沂南县。同日上午9時，中央氣象台將達維降格為熱帶風暴，靠近東營市一帶。
8月4日，中央氣象台表示達維在上午1時30分左右維持熱帶風暴強度進入渤海南部海域。同日上午8時，中央氣象台降格為熱帶低氣壓，並在渤海減弱消散。上午11時，中央氣象台停止編號。
其後，於香港天文台所發佈的最佳路徑中，香港天文台把達維的風速上調為140km/h。

### JPN

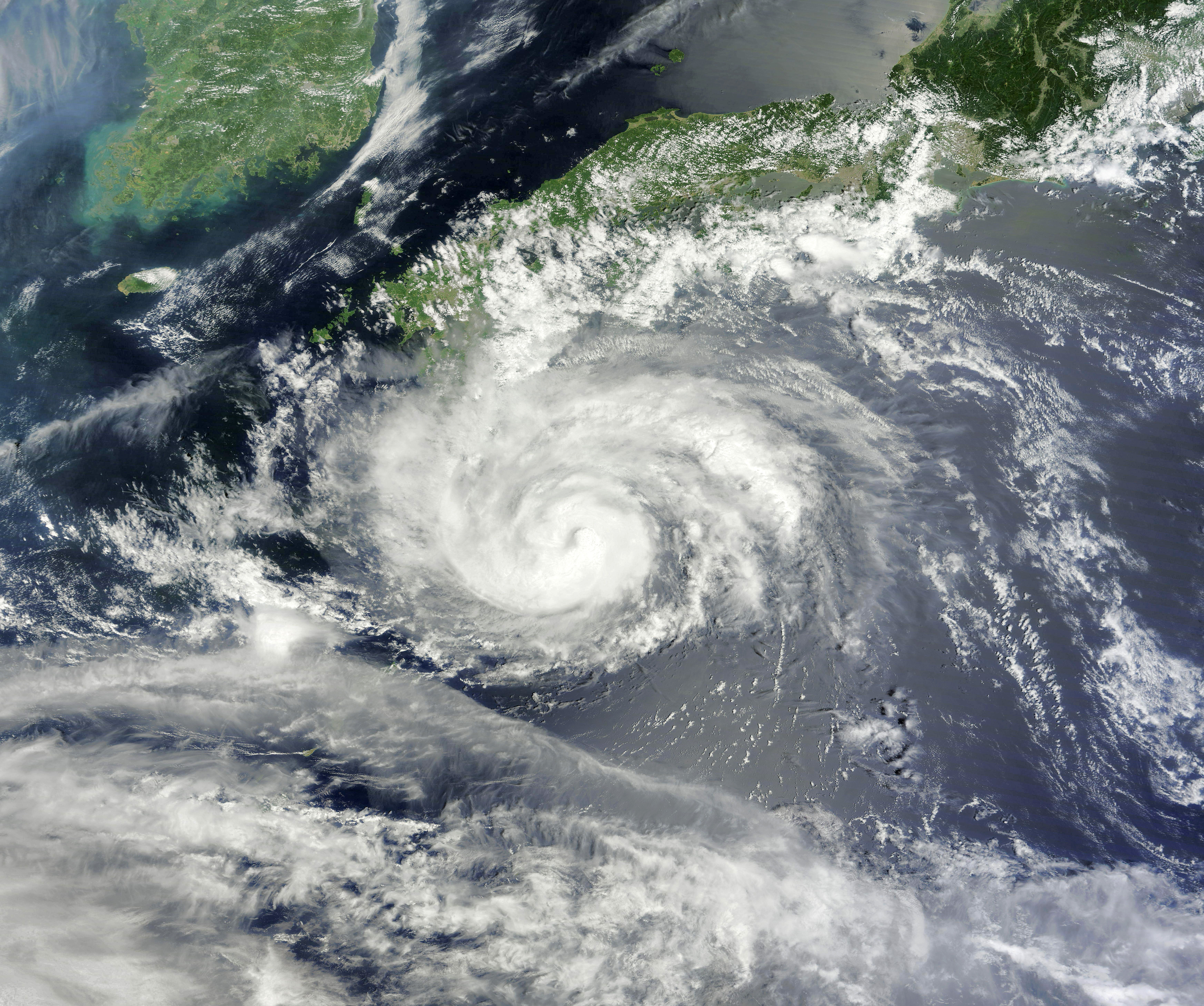
強烈熱帶風暴達維在8月1日靠近日本

## 影響

### 日本
當地發佈之最高風力警報：暴风警报
根據各國氣象部門預測，此颱風暴風圈將經過日本南部一帶，甚至有機會登陸。
2012年7月31日日本時間3時在日本小笠原村父島以東北偏北約90公里，日本時間4時在父島以北約90公里掠過，日本氣象廳予報部在日本時間3時52分向小笠原村發出暴風警報、波浪警報及雷暴注意報，並預計將維持至早上。
2012年8月1日日間，由於鳥取縣等縣受達維外圍環流影響，引起焚風效應，鳥取縣鳥取市錄得當地有紀錄以來最高的攝氏38.1度高溫。同日日本氣象廳向種子島、屋久島等多個九州南部地區發出暴風警報。達維於日本時間下午最接近日本鹿兒島縣南部，中午12時左右在種子島附近掠過，下午3時左右在屋久島登陸。

### 
2012年8月2日凌晨至日間在韓國濟州島以南海上掠過。

### 中国
全國最高熱帶氣旋警告信號： 颱風紅色預警信號

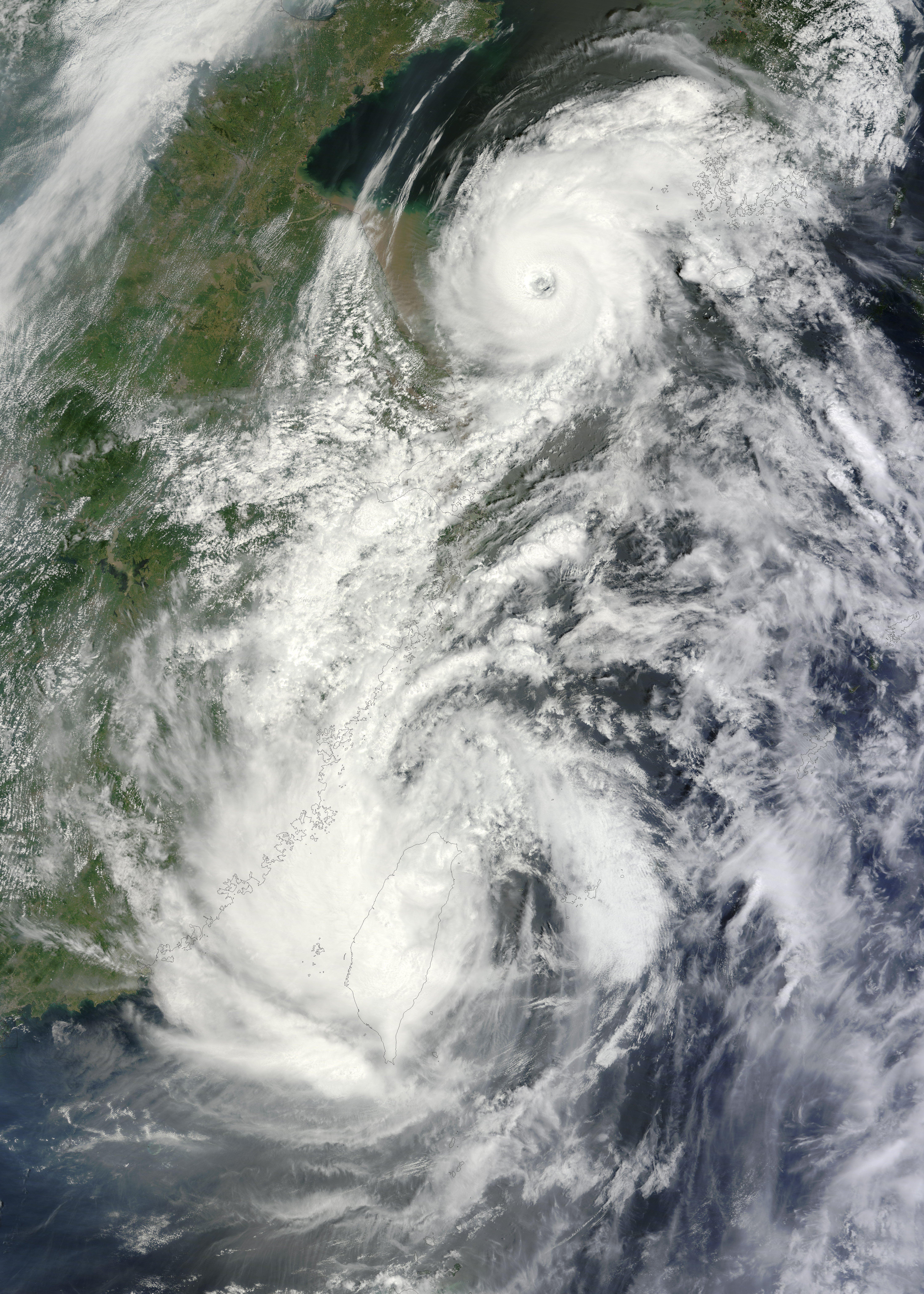
達維和蘇拉均在8月2日靠近並登陸中國。

經過日本南部後，颱風持續朝東海前進。由於適逢農曆十五天文大潮，造成「風」「雨」「潮」三碰頭。
8月2日下午9時30分左右达维在江蘇省鹽城市響水縣陳家港鎮登陸，次日减弱为强热带风暴、热带风暴。8月3日凌晨3时，达维进入山东临沂境内。上午10时经过淄博市区南部及沂源縣。下午达维继续向西北的济南方向移动。

#### 江蘇
全省最高熱帶氣旋警告信號： 颱風紅色預警信號
江蘇省在8月2日09:00發佈颱風橙色預警信號。
江蘇省在8月2日18:18變更發佈颱風紅色預警信號。

#### 山東
全省最高熱帶氣旋警告信號： 颱風紅色預警信號
山東省在8月2日10:00發佈颱風橙色預警信號。
山東省在8月2日14:30升級為颱風紅色預警信號。
受颱風影響，山東623.46萬人受災，因災死亡6人。

#### 河北
全省最高熱帶氣旋警告信號： 颱風黃色預警信號
河北省在8月3日06:00發佈颱風黃色預警信號。

#### 天津
全市最高熱帶氣旋警告信號： 颱風黃色預警信號
天津市在8月3日07:00發佈颱風黃色預警信號。

#### 上海
全市最高熱帶氣旋警告信號： 颱風藍色預警信號
上海市在8月2日07:00發佈颱風藍色預警信號。

#### 安徽
全省最高熱帶氣旋警告信號： 颱風藍色預警信號
安徽省在8月2日16:30發佈颱風藍色預警信號。

#### 遼寧
受「達維」影響，遼寧省2012年8月3日至4日遭遇入汛以來最強降雨，其中鞍山岫岩滿族自治縣受災慘重。後於2017年遭匿名舉報，稱當地政府存在瞞報死亡人數行為。政府稱死亡為8人，實際有38人罹難。

## 熱帶氣旋信號使用記錄

### 中国大陆
| 中央氣象台 {{{警告系統}}} | 中央氣象台 {{{警告系統}}} | 中央氣象台 {{{警告系統}}} |
| ------------------------- | ------------------------- | ------------------------- |
| 上一熱帶氣旋              | 颱風藍色預警信號          | 下一熱帶氣旋              |
| 颱風蘇拉                  | 颱風藍色預警信號          | 颱風海葵                  |

| 中央氣象台 {{{警告系統}}} | 中央氣象台 {{{警告系統}}} | 中央氣象台 {{{警告系統}}} |
| ------------------------- | ------------------------- | ------------------------- |
| 上一熱帶氣旋              | 颱風黃色預警信號          | 下一熱帶氣旋              |
| 颱風蘇拉                  | 颱風黃色預警信號          | 颱風海葵                  |

| 中央氣象台 {{{警告系統}}} | 中央氣象台 {{{警告系統}}} | 中央氣象台 {{{警告系統}}} |
| ------------------------- | ------------------------- | ------------------------- |
| 上一熱帶氣旋              | 颱風橙色預警信號          | 下一熱帶氣旋              |
| 颱風蘇拉                  | 颱風橙色預警信號          | 颱風海葵                  |

| 中央氣象台 {{{警告系統}}} | 中央氣象台 {{{警告系統}}} | 中央氣象台 {{{警告系統}}} |
| ------------------------- | ------------------------- | ------------------------- |
| 上一熱帶氣旋              | 颱風紅色預警信號          | 下一熱帶氣旋              |
| 颱風蘇拉                  | 颱風紅色預警信號          | 颱風海葵                  |

## 外部連結
- （英文）http://www.usno.navy.mil/JTWC/ （页面存档备份，存于） 聯合颱風警報中心首頁
- （繁體中文）http://www.cwb.gov.tw/ （页面存档备份，存于） 中央氣象局首頁
- （日語）http://www.jma.go.jp/ （页面存档备份，存于） 日本氣象廳首頁
- （繁體中文）http://www.hko.gov.hk/ （页面存档备份，存于） 香港天文台首頁
- （繁體中文）http://www.smg.gov.mo/ （页面存档备份，存于） 澳門地球物理暨氣象局首頁